# Troizkaja (Inguschetien)
Troizkaja (russisch Тро́ицкая) ist eine Staniza in der Republik Inguschetien in Russland mit 16.225 Einwohnern (Stand 14. Oktober 2010).

## Geographie
Der Ort liegt am Nordrand des Großen Kaukasus, gut 20 km Luftlinie nordöstlich der Republikhauptstadt Magas zu beiden Seiten des Terek-Nebenflusses Sunscha.
Troizkaja gehört zum Rajon Sunschenski und befindet sich etwa 5 km westlich vom Zentrum von dessen Verwaltungssitz Sunscha sowie 7 km östlich von Zentrum der Stadt Karabulak. Die Staniza ist Sitz und einzige Ortschaft der Landgemeinde Troizkoje selskoje posselenije.

## Geschichte
Der Ort wurde 1845 an Stelle einer früheren russischen, während des Kaukasuskrieges errichteten Befestigung gegründet und war in Folge überwiegend von Terekkosaken bewohnt. Er erhielt seinen Namen nach der dortigen Kirche, von russisch Troiza für Dreifaltigkeit.
Im April 1991 kam es in der Staniza zu ethnischen Spannungen zwischen Russen (Kosaken) und Inguschen mit mehreren Toten, die zu einem der Anlässe für die massenhafte Abwanderung der russischen Bevölkerung des Gebietes im beginnenden Nordkaukasuskonflikt wurde, der in den Tschetschenienkriegen gipfelte. Im Verlauf der 1990er-Jahre wuchs die Einwohnerzahl des Ortes auf zeitweise mehr als das Vierfache der Zahl vom Ende der 1980er-Jahre, vorwiegend durch inguschische Flüchtlinge aus dem benachbarten Tschetschenien.

### Bevölkerungsentwicklung
| Jahr | Einwohner |
| ---- | --------- |
| 1939 | 5.598     |
| 1959 | 5.623     |
| 1979 | 5.239     |
| 2002 | 21.521    |
| 2010 | 16.225    |

Anmerkung: Volkszählungsdaten

## Verkehr

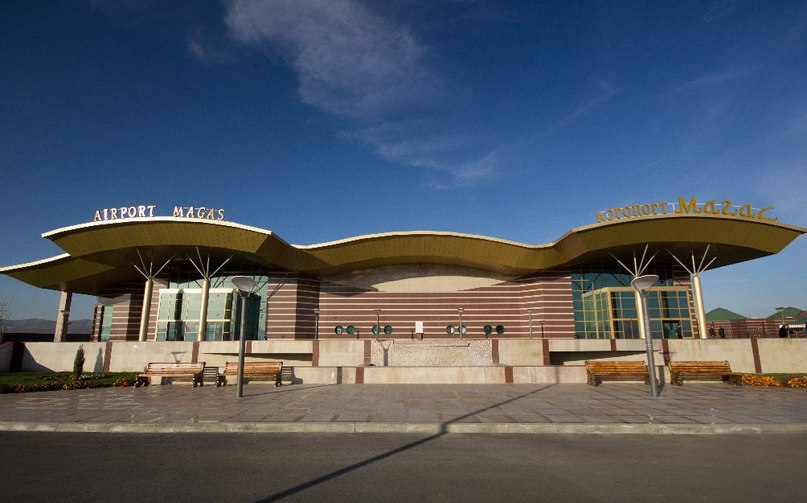
Flughafen Magas bei Troizkaja

Südlich der Staniza führt die föderale Fernstraße R217 Kawkas (ehemals M29) vorbei, die von Pawlowskaja in der Region Krasnodar entlang dem Kaukasusnordrand zur aserbaidschanischen Grenze verläuft.
Nördlich verläuft die 1894 eröffnete Eisenbahnstrecke Beslan – Grosny – Gudermes, die aber seit den Tschetschenienkriegen nur noch für den Güterverkehr und bis zur Station Slepzowskaja (bei Sunscha) in Betrieb ist, im weiteren Verlauf bis Grosny zerstört und abgebaut. Slepzowskaja und Karabulakskaja (in Karabulak) sind die nächstgelegenen Stationen.
Unmittelbar nordöstlich von Troizkaja, in Richtung Sunscha befindet sich der ab 1992 errichtete Flughafen Magas der von dort per Straße 30 km entfernten inguschetischen Hauptstadt.